# جزیره ولز (بریتیش کلمبیا)
جزیره ولز (به انگلیسی: Wales Island) یک جزیره غیر مسکونی در کانادا است که در بریتیش کلمبیا واقع شده‌است. جزیره ولز ۰ نفر جمعیت دارد.